# Moriloma pardella
Moriloma pardella är en fjärilsart som beskrevs av August Busck 1912. Moriloma pardella ingår i släktet Moriloma och familjen brokmalar, Momphidae. Inga underarter finns listade i Catalogue of Life.